# 오스틴 오브라이언
오스틴 오브라이언(Austin O'Brien, 1981년 5월 11일 ~ )은 미국의 배우이자 사진가이다.

## 출연한 영화 및 드라마
- 론머 맨
- 라스트 액션 히어로
- 마이 걸 2
- 아폴로 13
- ER (드라마)
- 천사의 손길
- 본즈 (드라마)